# Толуковичи
Толуковичи (укр. Толуковичі) — село в Шегининской сельской общине Яворовского района Львовской области Украины.
Население по переписи 2001 года составляло 54 человека. Занимает площадь 0,194 км². Почтовый индекс — 81352. Телефонный код — 3234.